# 관립한성외국어학교
관립한성외국어학교(官立漢城外國語學校)는 개화기인 대한제국 시기에 관립으로 설립된 외국어 학교이다.

## 역사
본래 조선 말기인 1895년부터 통역관 양성을 위해 설립된 여러 관립외국어학교가 1906년에 하나로 통합되면서 성립한 학교이다. 
한일 병합 조약 체결 이듬해인 1911년 9월에 조선교육령이 공포되면서 폐지되었다.
1895년 대한제국 고종의 칙령에 따라 설립된 외국어학교는 분과별로 가르치다가 각각의 외국어학교가 차례로 독립하여 분리되었다. 설립 초기인 1895년에 관립한성영어학교와 관립한성일어학교, 관립한성한어학교가 독립하였고, 이듬해인 1896년에는 러시아어를 가르치는 관립한성아어학교가 개교했다. 수업 연한은 동양 언어인 일어와 한어는 3년으로 짧고, 나머지 서양 언어는 5년으로 길었다.
1904년에 축구를 체육과목의 하나로 채택하면서 정식 축구의 보급에 이바지하였다.
1905년에 을사조약 체결로 대한제국의 외교권이 박탈되면서, 통감부의 계획에 따라 1906년에 외국어학교령을 공포하여 관립한성외국어학교가 성립했다. 이때 기존의 6개 외국어학교인 관립한성일어학교, 관립한성영어학교, 관립한성한어학교, 관립한성덕어학교, 관립한성법어학교, 관립한성아어학교가 관립한성외국어학교로 통합되었다. 교육 목적과 수업 연한도 단축되었다.
일본의 영향력이 커지는 시점이라 관립한성일어학교의 졸업생 수가 가장 많았다. 일어학교 출신들은 상당수가 일제강점기에 관리로 등용되기도 했다. 관립한성법어학교 출신으로 이 학교 교관을 역임한 이능화 등 당대의 신지식인들이 거쳐가기도 했다.

## 한성법어학교
한성법어학교는 1895년 10월 설립되어 1911년 폐교된 관리 프랑스어 학교이다. 1895년 5월 10일 "외국어학교관제"라는 법규가 만들어졌고 이를 기반으로 역관 양성을 위해 프랑스어를 가르치는 역할을 수행하였다. 교장은 이능화(李能和, 1869-1943)였으며, 그는 한국 최초로 사람들에게 프랑스어를 가르쳤고 폐교 전까지 교장직을 계속 맡았다.
1906년 외국어학교령 공포에 따라 관립한성외국어학교로 통합되었다.

## 참고 자료
- 강준만 (2007년 11월 19일). 〈제8장 3국 간섭·을미사변·단발령 - 운산금광 채굴권 양여〉. 《한국 근대사 산책 2 (개화기편, 개신교 입국에서 을미사변까지)》. 서울: 인물과사상사. ISBN 9788959060726.
- 한국민족문화대백과사전(한성외국어학교(漢城外國語學校)